# 卢博米尔·诺沃萨德
卢博米尔·诺沃萨德（？—），斯洛伐克男子排球运动员。他曾代表捷克斯洛伐克、斯洛伐克参加1992年、1996年和2000年夏季残疾人奥林匹克运动会排球比赛，获得一枚银牌和二枚铜牌。